# Centaurea kolczyginii
Centaurea kolczyginii là một loài thực vật có hoa trong họ Cúc. Loài này được Kalen. mô tả khoa học đầu tiên năm 1845.